# Citation à l'ordre
Pour les articles homonymes, voir Citation.

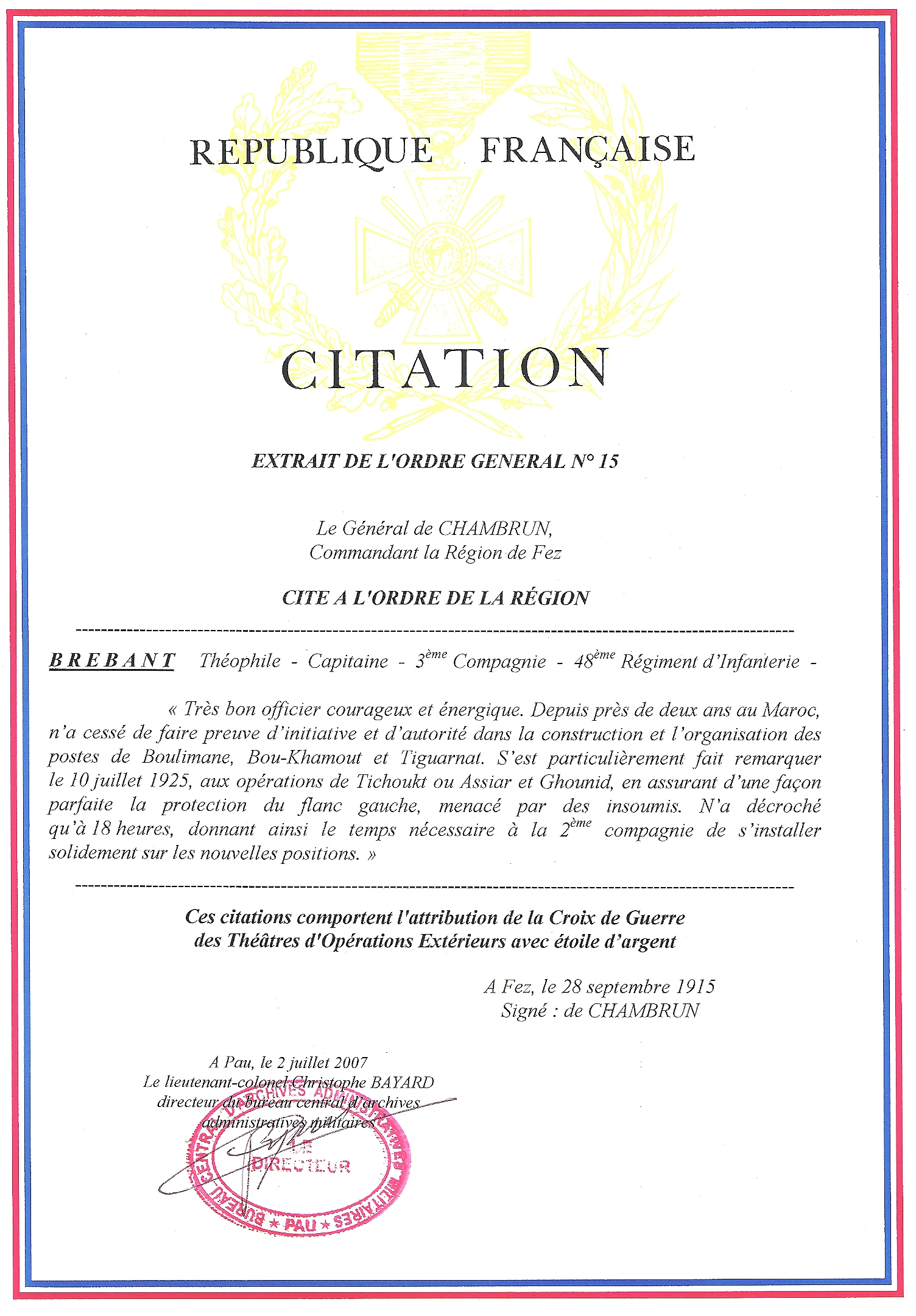
Citation à l'ordre de la région de Fez du capitaine Théophile Brebant en 1915.

Une citation à l'ordre est une récompense militaire française donnée pour mettre en valeur un acte remarquable, généralement pour le courage ou l'énergie dont a fait preuve le récompensé au combat. Un soldat ou une organisation (commune, unité militaire, administration ou institution civile) peut être cité à l'ordre du régiment, de la brigade, de la division, du corps d'armée, de la région, de l'armée ou de la Nation.

## Histoire
Le terme apparaît vers la fin de l'Ancien Régime. La récompense est formalisée en 1883, mais ce n'est qu'en 1915 qu'elle est matérialisée par le port de la Croix de guerre. Une citation à l'ordre du régiment ou de la brigade est marquée par une étoile de bronze sur le ruban, à l'ordre de la division par une étoile d'argent, à l'ordre du corps d'armée par une étoile de vermeil et à l'ordre de l'armée par une palme. Après la guerre 1914-1918, les nouvelles citations seront indiquées, selon le conflit, sur la Croix de guerre des Théâtres d'opérations extérieurs, la Croix de guerre 1939-1945, la Médaille d'or de la Défense nationale, la Médaille de la Gendarmerie nationale et la Croix de la Valeur militaire.

## Militaires les plus cités[3]

### Officiers
- Lieutenant-colonel Pierre Clostermann (1921-2006) : 29 citations
- Général Marcel Bigeard (1916-2010) : 27 citations
- Colonel Joseph Raphanaud (1911-1999) : 27 citations
- Colonel René Fonck (1894-1953) : 27 citations
- Capitaine Georges Guynemer (1894-1917) : 25 citations
- Général Georges Leblanc (1896-1989) : 24 citations
- Général Pierre Boyer de Latour du Moulin (1896-1976) : 24 citations
- Général Paul Vanuxem (1904-1979 ) : 23  citations[4]
- Général Nicolas Roumiantzoff (1906-1988) : 22 citations
- Général Raoul Magrin-Vernerey (1892-1964) : 21 citations
- Général Philibert Collet (1896-1945) : 21 citations
- Général Amand Pinsard (1887-1953) : 21 citations
- Général Christian de La Croix de Castries (1902-1991) : 21 citations
- Général Jean Callies (1896-1986) : 21 citations
- Capitaine Charles Nungesser (1892-1927) : 21 citations
- Général Alfred Heurtaux (1893-1985) : 20 citations
- Général Jean de Lattre de Tassigny (1889-1952) : 19 citations
- Général Jean-Louis Delayen (1921-2002) : 19 citations
- Colonel Michel Boudier (1920-1963) : 19 citations
- Colonel Marcel Haegelen (1896-1950) : 19 citations
- Capitaine Georges Madon (1892-1924) : 19 citations[5]
- Général Gaston Parlange (1897-1972) : 18 citations
- Général Georges Grillot (1926-2024) : 18 citations
- Général Jean Gilles (1904-1961) : 18 citations
- Chef de bataillon Bernard Cabiro (1922-1993) : 18 citations[6]
- Capitaine Marcel Albert (1917-2010) : 18 citations
- Lieutenant Michel Coiffard (1892-1918) : 18 citations
- Général Raoul Salan (1899-1984) : 17 citations
- Général Joseph de Goislard de Monsabert (1887-1981) : 17 citations
- Général François de Linares (1897-1955)   : 17 citations
- Contre-amiral Pierre Ponchardier (1909-1961) : 17 citations
- Général Léon Chappuis (1896-1953) : 17 citations
- Colonel Georges Delmas (1890-1967) : 17 citations
- Lieutenant-colonel Henri Soulat (1918-1989) : 16 citations

### Sous-officiers
- Adjudant-chef Roger Vandenberghe (1927-1952) : 15   citations